# Universe Room
Universe Room is het 41e studioalbum van de Amerikaanse indierockband Guided by Voices. Het album werd uitgebracht op 7 februari 2025. Travis Harrison verzorgde de productie.

## Opnames en productie
Frontman Robert Pollard wilde een album met meer muzikale diversiteit en diepgang dan in eerder werk. Hij vroeg de andere bandleden om zelf alle instrumenten te bespelen van elk één nummer; zelf voegde hij daar nog drie nummers aan toe. Voor de resterende tien nummers werden andere benaderingen gezocht van het opnemen van zowel de instrumenten als de zangpartijen.

## Ontvangst
De muzikale diversiteit die Pollard zocht, werd opgemerkt door recensenten. Zo schreef Reinier van der Zouw van OOR dat Guided by Voices met Universe Room teruggrijpt naar de periode waarin Guided by Voices' albums vol stonden met kortdurende nummers. De neigingen naar progressieve rock die te horen zijn op het werk van de band sinds de heroprichting in 2016, wist Pollard volgens Van der Zouw "behoorlijk in bedwang" te houden. Fred Thomas van AllMusic merkte op dat de productie onvoorspelbaar is; opnames met een dik geluid worden afgewisseld met meer lo-fi opnames. Hij noemde het album een "mixed bag" maar ook een van de leukste en verrassendste albums sinds de heroprichting van de band.

## Tracklist
| Nr. | Titel                       | Duur |
| --- | --------------------------- | ---- |
| 1.  | Driving Time                | 2:06 |
| 2.  | I Couldn't See the Light    | 2:56 |
| 3.  | I Will Be a Monk            | 1:31 |
| 4.  | The Great Man               | 2:04 |
| 5.  | Clearly Aware               | 2:37 |
| 6.  | Dawn Believes               | 3:27 |
| 7.  | Play Shadows                | 2:01 |
| 8.  | Fly Religion                | 2:26 |
| 9.  | The Well Known Soldiers     | 1:11 |
| 10. | Hers Purple                 | 1:05 |
| 11. | Independent Animal          | 1:13 |
| 12. | 19th Man to Fly an Airplane | 3:44 |
| 13. | Elfin Flower with Knees     | 2:19 |
| 14. | Fran Cisco                  | 3:08 |
| 15. | Aluminum Stingray Girl      | 2:19 |
| 16. | Aesop Dreamed of Lions      | 3:07 |
| 17. | Everybody's a Star          | 2:23 |

## Personeel
- Robert Pollard, zang
- Doug Gillard, gitaar
- Bobby Bare jr., gitaar
- Mark Shue, bas
- Kevin March, drums
- Travis Harrison, productie

- MusicBrainz release group: 4fd61711-86b6-4d86-8c70-8f8b972a7d5f